# Bronisław Osuchowski
Bronisław Osuchowski (22. února 1851 Jasień u Liska – 8. května 1929 Lvov) byl rakouský politik polské národnosti z Haliče, na počátku 20. století poslanec Říšské rady, v meziválečném období poslanec polského Sejmu.

## Biografie
Studoval na Lvovské univerzitě. Patřil mu statek ve Vyšnivčyku. Od roku 1884 byl členem haličského úvěrového spolku a hospodářské společnosti ve Lvově. Od roku 1884 do roku 1912 byl členem okresní rady v Turce, přičemž v letech 1890–1904 zde zastával post okresního maršálka. Od roku 1895 do roku 1901 zasedal coby poslanec Haličského zemského sněmu. Na sněmu se zaměřoval na otázky rozvoje železniční sítě.
V době svého působení v parlamentu se uvádí jako statkář v obci Vyšnivčyk (Wiśniowczyk) u města Pidhajci.
Působil také coby poslanec Říšské rady (celostátního parlamentu Předlitavska), kam usedl ve volbách do Říšské rady roku 1911, konaných podle všeobecného a rovného volebního práva. Byl zvolen za obvod Halič 54.
Uvádí se jako polský konzervativec. Po volbách roku 1911 byl na Říšské radě členem poslaneckého Polského klubu.
Veřejně a politicky činným zůstal i v meziválečném období. Od roku 1919 do roku 1922 byl poslancem polského ústavodárného Sejmu. Zastupoval poslanecký Klub Pracy Konstytucyjnej.
Zemřel po těžké chorobě roku 1929. Byl pohřben na Lyčakovském hřbitově.